# Догксім
Догксім — гібрид Lycalopex gymnocercus та одомашненої собаки, який був виявлений у Бразилії у 2021 році.
Собака демонструвала суміш поведінки лисиці та собаки
,
і команда генетиків на чолі з Талесом Ренато Очоторена де Фрейтасом і Рафаелем Кречмером у 2023 році оголосили, що генетично вона є особливим гібридом, який "є першим задокументованим випадоком гібридизації між цими двома видами [лисиць і собак].

Вона була відома як перший гібрид «лисиці» і собаки, задокументований у світі
,
хоча L. gymnocercus та інші південноамериканські лисиці не є справжніми лисицями
,
натомість вони генетично ближчі до клади Canina, до складу якої відносять собак.

Догксіма утримували в центрі догляду за тваринами Mantenedouro São Braz.
Однак, коли вчені запросили свіжі фотографії собаки у вересні 2023 року, доглядачі повідомили, що вона померла за шість місяців до запиту.
Уряд Бразилії розпочав розслідування причин смерті.

## Відкриття
У 2021 році догксіма збив автомобіль у Вакарії, Ріу-Гранді-ду-Сул.
Її знайшов екологічний патруль, який доставив її до ветеринарної лікарні Федерального університету Ріу-Гранді-ду-Сул.

Після надання медичної допомоги її перевезли до університетського Центру збереження та реабілітації диких тварин для повного відновлення.

Вчені згадали, що у 2019 році біолог Герберт Хассе Джуніор спостерігав двох дивних псових в одному регіоні, і вони припустили, що догксім може бути одним із них.

Розмір догксіма був приблизно таким же, як собака середнього розміру.
Її очі були темно-карі, а тіло темно-коричневе з білими та сірими цятками

та жилаве волосся.

До листопада 2021 року її перевели до Mantenedouro São Braz, центру догляду за тваринами в Санта-Марії.

Тамтешні доглядачі помітили незвичайні характеристики та риси псових, які є сумішшю диких псових і собак.
Остаточне відновлення відбулося після повного одужання, коли вона віддала перевагу лазінню в кущах, а не блуканню по землі.
Ветеринар і природоохоронець Флавія Феррарі усвідомила необхідність біологічної оцінки
,
для чого взяли консультацію генетика Талес Ренато Очоторена де Фрейтас з Федерального університету Ріо-Гранді-ду-Сул і Рафаеля Кречмера з Федерального університету Пелотас.
Генетичне дослідження показало, що собака є гібридною особиною
,
про що було повідомлено в журналі Animals 3 серпня 2023 року
.

## Назва
Назва доксгім походить від dog і graxaim-do-campo, португальської назви L. gymnocercus. Їй також дали португальське ім'я graxorra, яке поєднує префікс graxaim-do-campo та суфікс, узятий від cachorra, що означає собака.

## Поведінка
Догксім мав сумішшю рис дикої собаки та рис собаки.
У неї були помітно великі загострені вуха, схожі на лисячі.
Вона відмовилася їсти собачий корм, але смакувала щурів.

Зіниці її очей були схожі на собачі, і вона гавкала так само як собаки.

Вона не демонструвала поведінки домашньої собаки, але також не демонструвала агресії, яку зазвичай демонструють дикі собаки, поводячись більше сором'язливо та інтровертно, ніж агресивно.

Під час госпіталізації вона легко адаптувалася до людського середовища.

Хоча вона була стерилізована під час надання медичної допомоги, вчені вважали, що вона була здатна до розмноження.

## Ідентифікація
У південній Бразилії відомі чотири види диких псових: Speothos venaticus, Chrysocyon brachyurus, Cerdocyon thous і L. gymnocercus.
Вважалося, що догксім не міг походити від S. venaticus, оскільки цей вид не зустрічажться в регіоні Вакарія, де вона була знайдена.
Найбільша собака на півдні Бразилії — C. brachyurus, але догксім не мав особливої схожості з цим видом.
Догксім мав спільні риси як з C. thous, так і з L. gymnocercus, але для точної ідентифікації потрібен генетичний аналіз.

## Генетика
Генетичний аналіз показав, що догксім мав 76 хромосом, що точно збігається з кількістю хромосом у C. brachyurus.

Однак, оскільки хромосоми не мали спільного структурного вигляду (фенотипу) цього виду, здавалося ймовірним, що два псових не були спорідненими.
Було виявлено, що 76 хромосом догксіма походять від гаплоїдних хромосом, 39 від собаки і 37 від L. gymnocercus
,
що стало першим доказом гібридизації між цими двома різними видами псових.

Собаки мають 78 хромосом (39 гаплоїдних пар), а L. gymnocercus — 74 (37 гаплоїдних пар).

Додатковим доказом гібридизації була наявність двох різних Х-хромосом, що вказує на їхнє походження від двох видів.

У таких ссавців, як собаки та люди, мітохондрії успадковуються виключно від матері.

Мітохондріальна ДНК (мтДНК) догксіма показала, що її мітохондрії походять від L. gymnocercus.

Таким чином, догксім походить від схрещування матері L. gymnocercus та батька собаки невідомої породи.

## Смерть
У серпні 2023 року вчені попросили доглядачів Mantenedouro São Braz свіжі фотографії догксіма.

Доглядачі відповіли, що вона померла за шість місяців до запиту.

Час і характер її смерті ніколи не повідомлялися. Ветеринар і природоохоронець Феррарі нагадав, що після одужання собака «не мала ознак будь-яких проблем зі здоров'ям».

Через шість місяців після травми вона була повністю вилікувана.

Уряд Бразилії висловив занепокоєння щодо причини смерті.

Секретаріат навколишнього середовища та інфраструктури (SEMA) проводить розслідування.